# Tremex columba
Tremex columba är en stekelart som först beskrevs av Carl von Linné.  Tremex columba ingår i släktet Tremex och familjen vedsteklar. Arten har ej påträffats i Sverige. Inga underarter finns listade i Catalogue of Life.